# 熙川青年站
熙川青年站（韓語：희천청년역）是朝鮮民主主義人民共和國慈江道熙川市的一個鐵路車站，属于满浦线。

## 历史
- 1934年11月1日，开通使用。

## 邻近车站
满浦线
富成站 - 熙川青年站 - 清下站